# Nhiễm sắc thể chổi đèn

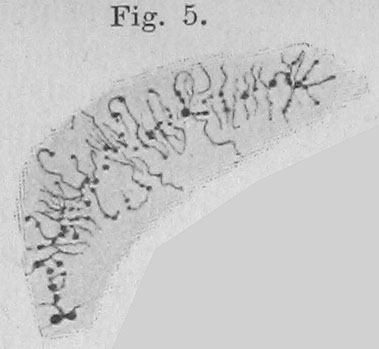
Hình 1: Ảnh chụp lại tranh mô tả NST chổi đèn của kỳ giông Triton ở sách của W. Flemming.

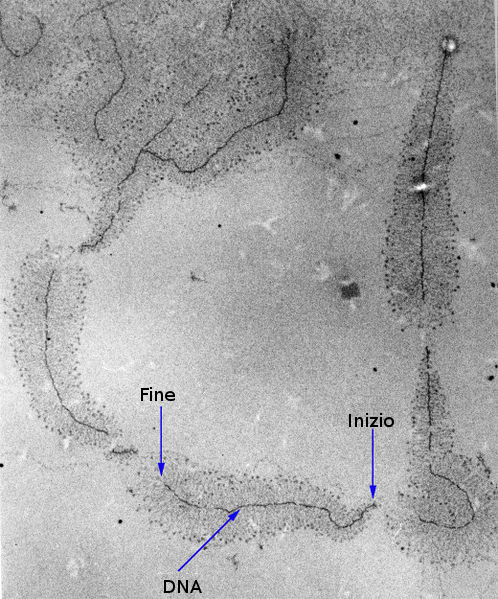
Hình 2: Hoạt động phiên mã ngoài "lõi" NST ở Chironomus pallidivitatus.

Nhiễm sắc thể chổi đèn là loại nhiễm sắc thể khổng lồ, dưới kính hiển vi quang học, nó có hình dạng như chiếc chổi lau bóng đèn (hình 1). Thuật ngữ này dịch từ tiếng Anh lampbrush chromosomes, còn được dịch là "nhiễm sắc thể bàn chải đèn"  hoặc "nhiễm sắc thể chổi ống nghiệm", đều xuất xứ từ hình dạng của nó dưới kính hiển vi trông rất giống cây chổi hay bàn chải dùng để cọ rửa bên trong bóng đèn thời xưa hoặc chổi để cọ sạch thành trong của ống nghiệm trong các phòng thí nghiệm., 
Loại nhiễm sắc thể này được phát hiện và mô tả lần đầu tiên trong khoa học vào năm 1882 ở túi tế bào mầm của Kỳ giông nhờ Walther Flemming và ở cá mập nhờ Rückert. Sau đó, người ta đã phát hiện loại nhiễm sắc thể này ở hầu hết các lớp động vật có xương sống, nhiều nhất là trong tế bào trứng chưa chín (noãn chưa trưởng thành) của các nhóm lưỡng cư có đuôi và không đuôi, chim và một số côn trùng. Tương đối gần đây đã phát hiện được ở tảo Acetabularia (Callan và Lloyd 1960; Morgan 2002; Gall et al. 2004).,  Nhiều khi kích thước của nó khổng lồ đến mức có thể được phân lập từ nhân của tế bào trứng ở túi mầm bằng cách thủ công hoàn toàn nhờ kẹp hoặc kim.

## Cấu trúc
- Mỗi trục của một cái "chổi đèn" bản chất là tập hợp các nhiễm sắc thể bất hoạt, từ trục này các cặp vòng bên (tương ứng với các "sợi" của bàn chải) kéo dài ra thành "chổi". Mỗi "sợi" bàn chải như vậy được phủ bởi lớp ribônuclêôprôtêin (RNP) làm cho các vòng bên này dày hẳn ra, dễ nhìn thấy được bằng kính hiển vi quang học bình thường.[3]
- Như vậy, trục của "chổi" chủ yếu là DNA gồm nhiều nhiễm sắc tử (chromatide), còn "sợi" của "chổi" như một ma trận RNP phân cực bao phủ (hình 2).
- Tập hợp ma trận RNP này là kết quả của phiên mã nhiều lần, tạo ra nhiều RNA, kết hợp với prôtêin. Trong tế bào trứng của chim, sự hình thành nhiễm sắc thể chổi đèn được coi là sự ngưng tụ các nhiễm sắc thể neo trên bề mặt của một cấu trúc gọi là thể nhân trung tâm (karyosome hoặc karyosphere). Ở chim chẳng hạn như loài cút Nhật Bản (C. coturnix japonica), nhiễm sắc thể này ở noãn được ngưng tụ thành karyosphere, nhưng vẫn được phiên mã mà không mất tính hình thái riêng của chúng (Krasnoyova et al., 2012).[4], [5]

## Vai trò
- Nhiễm sắc thể chổi đèn không phải là dạng bất thường như là dạng nhiễm sắc thể đột biến, hoặc như là kết quả bất thường của nội nhân đôi, bởi vì loại nhiễm sắc thể này vẫn có thể phiên mã và có nhiều trong túi tế bào mầm của noãn thuộc nhiều loài động vật có xương sống, động vật không xương sống và ở cả các tế bào bình thường của tảo Acetabularia. Ở một số tế bào của người cũng có cấu trúc này.[6]
- Tuy nhiên, nó cũng không phải là cấu trúc bắt buộc, bởi vì rất nhiều tế bào không có, có thể là do nó không đóng vai trò thiết yếu trong quá trình giảm phân. Đáng chú ý là có xuất hiện nhiễm sắc thể này ở tinh trùng người và sự xuất hiện nó được giả thuyết rằng là cần thiết và phải có quá trình "tái lập trình" để đưa nhiễm sắc thể đó chuyển sang trạng thái chổi đèn.[6]